# 圣旺勒乌
圣旺勒乌（法語：Saint-Ouen-le-Houx，法語發音：[sɛ̃.t‿wɛ̃ lə u] ⓘ）是法国卡尔瓦多斯省的一个旧市镇，属于利雪区。2016年，圣旺勒乌与临近的21个市镇合并为新市镇利瓦罗派多日。

## 地理
圣旺勒乌（48°58'40"N, 0°11'3"E）面积5.21 平方千米，位于法国诺曼底大区卡爾瓦多斯省，该省份为法国西北部沿海省份，北濒大西洋英吉利海峡，东北与滨海塞纳省以海上边界相接，东临厄尔省，南至奧恩省，西与芒什省接壤。
与圣旺勒乌接壤的市镇（或旧市镇、城区）包括：贝卢、拉布雷维耶尔、利索尔、利瓦罗、圣富瓦德蒙戈姆里、圣玛格丽特德洛日、瓦勒德维。

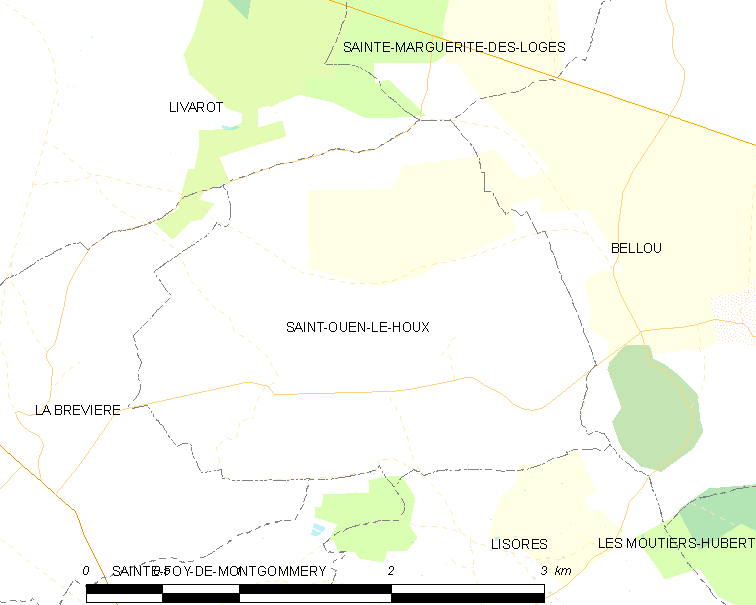
圣旺勒乌的OSM定位图

圣旺勒乌的时区为UTC+01:00、UTC+02:00（夏令时）。

## 行政
圣旺勒乌的邮政编码为14140，INSEE市镇编码为14638。

## 政治
圣旺勒乌所属的省级选区为利瓦罗派多日县。

## 人口

1962-2008年间圣旺勒乌人口变化图示

圣旺勒乌于2018年1月1日时的人口数量为86人。